# 克里斯托夫·赫爾姆欽
克里斯托夫·赫爾姆欽是一名德國神經學家，也是2016年搞笑諾貝爾獎醫學獎得主。赫爾姆欽及其同事發現，如果有人左側身體發癢，只要照鏡子搔癢右側身體（反之亦然），就能緩解發癢。